# Iglesia de San Botulfo (Quarrington)
La iglesia de San Botulfo (en inglés, St Botolph's Church) es un lugar de culto anglicano en el pueblo de Quarrington, parte de la parroquia civil de Sleaford en Lincolnshire (Reino Unido). El área ha estado poblada desde al menos el período anglosajón, y existía una iglesia en Quarrington cuando se compiló el Domesday Book en 1086, cuando formaba parte de los feudos de la Abadía de Ramsey. Se concedió al Priorato de Haverholme alrededor de 1165, y la Abadía reclamó el derecho de presentar al rector en el siglo XIII. Este derecho fue reclamado por el obispo de Lincoln durante la Reforma inglesa a principios del siglo XVI, y luego pasó a Robert Carre y sus descendientes después de que Carre adquiriera una mansión en Quarrington. Con capacidad para 124 personas, la iglesia sirve a la parroquia eclesiástica de Quarrington con Old Sleaford y, a partir de 2009, tenía una congregación promedio de 50 personas.
Reconocida por su antigüedad y tracería, la iglesia ha sido designada edificio catalogado de grado II*. Tiene una torre y un chapitel con una nave y un pasillo norte que termina en un presbiterio en el extremo este. Las partes más antiguas del edificio datan del siglo XIII, aunque se llevó a cabo una reconstrucción sustancial durante el siglo siguiente. Siguieron renovaciones, y el arquitecto local Charles Kirk the Younger llevó a cabo trabajos de restauración en 1862-1863, cuando agregó el presbiterio en memoria de sus padres. Los tres tramos de arcadas altas del interior corresponden a las tres ventanas del muro sur de la nave y del muro del pasillo norte; los del muro sur son inusuales por los hexágonos y tréboles en los diseños reticulados.

## Descripción

### Ubicación, servicios e instalaciones
La iglesia de San Botulfo es la iglesia parroquial del beneficio de Quarrington con Old Sleaford, que abarca la mayor parte del pueblo de Quarrington en el condado no metropolitano inglés de Lincolnshire. El beneficio es una rectoría y cae dentro del decanato de Lafford y el archidiácono y la diócesis de Lincoln; el sacerdote a cargo es el reverendo Mark Stephen Thomson, quien reemplazó a la reverenda Sandra Rhys Benham en 2016. Dedicada a San Botulfo, la iglesia está en Town Road. La rectoría se construyó alrededor del año 2000 y tiene un área de estudio que se utiliza como oficina parroquial.
Además de los 20 espacios en la sillería del coro, las bancas de la nave y el pasillo pueden acomodar cómodamente a 124 adultos y "149 en un apuro"; a partir de 2009, el tamaño promedio de la congregación para el servicio dominical principal fue de 50 personas, aproximadamente la mitad de los cuales estaban jubilados y de 1 de 3 era menor de 16 años. En 2004, Pinelog Ltd construyó un edificio estilo cabaña de troncos con fondos del Consejo de la Iglesia Parroquial. Sirve como espacio de bata para los coristas y se puede utilizar como sala de reuniones para hasta 30 personas. Equipado con baños accesibles, el edificio también sirve como escuela dominical.

### Arquitectura y equipamiento

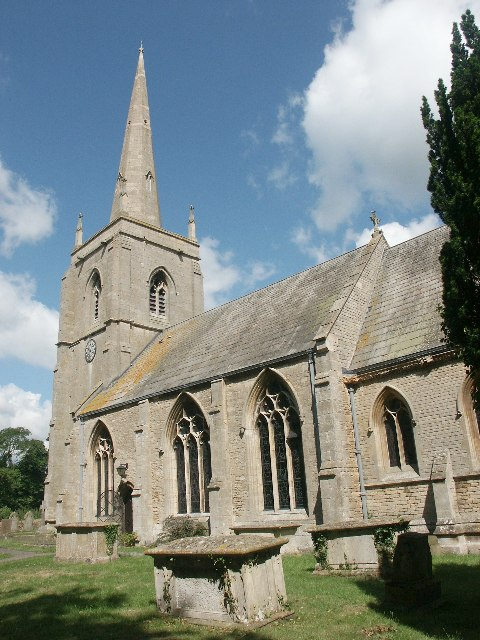
La aguja

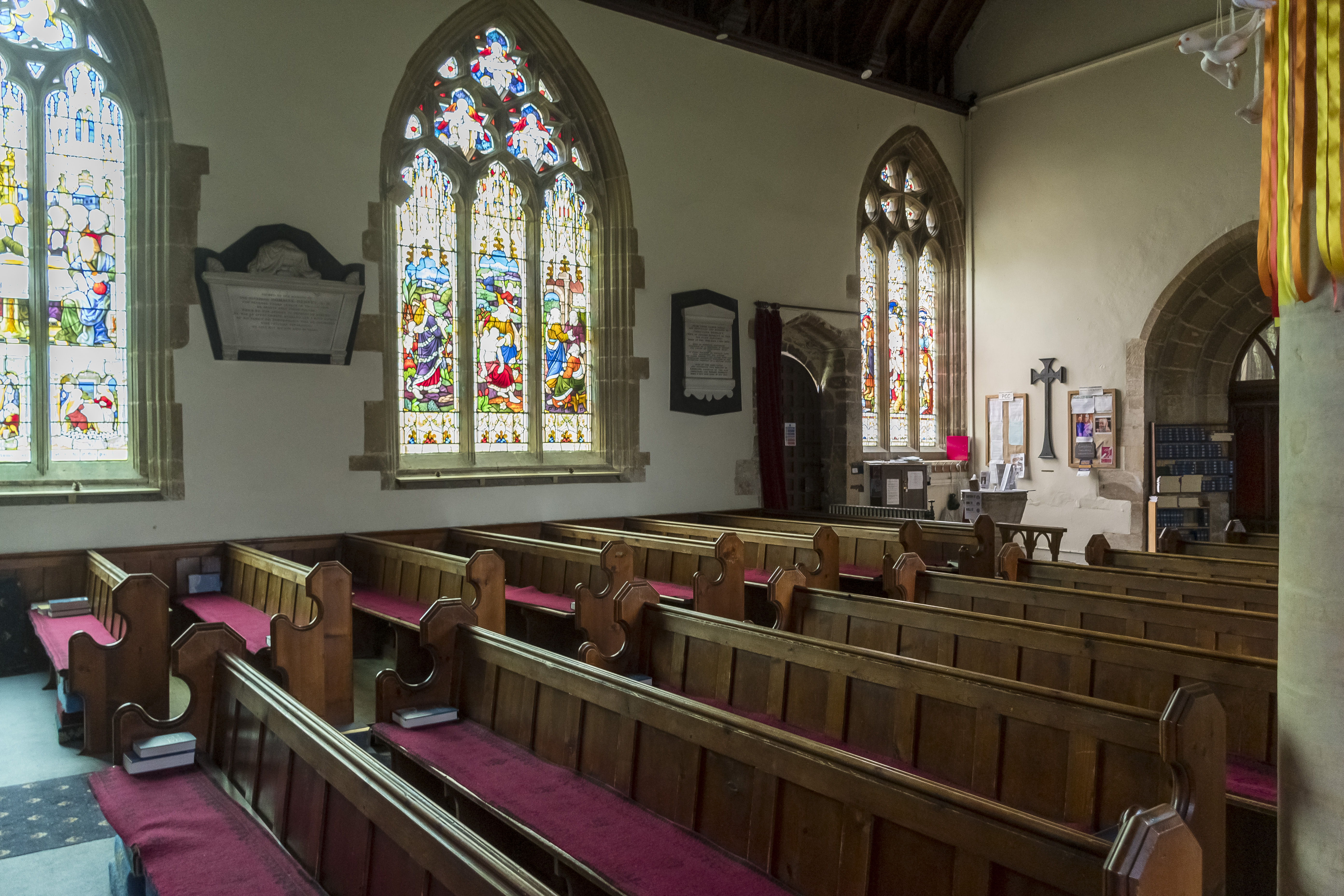
Interior con vitrales

La iglesia de San Botulfo tiene una torre oeste contigua a una nave con un pasillo norte; al final de lesta hay un presbiterio con una capilla en el lado norte. Debido a su antigüedad, la tracería "excelente" y una puerta del siglo XIV "muy buena", la iglesia figura en el grado II* en la Lista Estatutaria de Edificios de Especial Interés Arquitectónico o Histórico en el Reino Unido desde 1949, reconociéndolo como "particularmente importante ... de interés más que especial".
Incorporando una ventana y dos vanos de luz para la campana, la torre y su chapitel datan de mediados del siglo XIV, aunque sus pináculos fueron reemplazados en 1887.  Al anticuario Edward Trollope no le gustó el diseño de la aguja y dijo que "parece como si se hubiera resbalado". Construida en estilo gótico decorado, la torre se une a la nave con un arco de triple chaflán.
La nave ha sido fuertemente restaurada y contiene elementos de una variedad de períodos. El historiador de la arquitectura Nikolaus Pevsner se refiere al muro sur como "desconcertante" debido a la tracería; no está claro qué es "fantasía victoriana" y qué es "restauración correcta". El muro en sí es del siglo XIV (Pevsner sugiere hacia 1300) e incorpora la puerta de un sacerdote con molduras, capiteles y un busto de hombre; las ventanas al este han sido restauradas, pero siguen un estilo reticulado del siglo XIV, aunque inusualmente presentan hexágonos con tréboles puntiagudos: "los patrones más extraños", como dice Pevsner. El pasillo norte es del siglo XIII, aunque una entrada del siglo XII se encuentra entre sus ventanas de finales del siglo XIV. En el extremo este de la nave se encuentra el presbiterio, que tiene un ábside poligonal (quincuangular) y fue construido entre 1862 y 1863 por Charles Kirk el Joven en memoria de sus padres, el anciano Charles Kirk y su esposa Elizabeth. Sus ventanas fueron realizadas por Ward y Hughes.

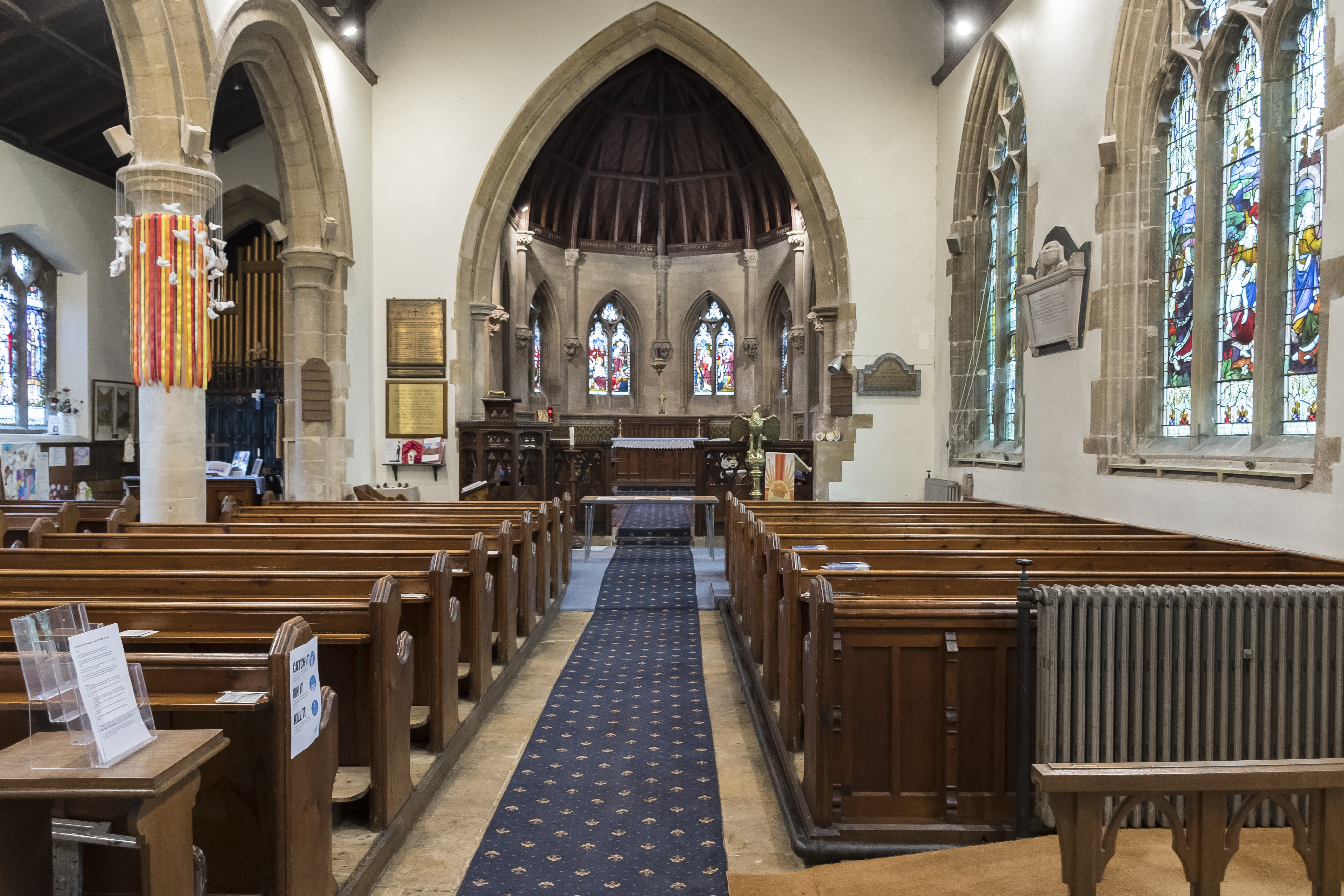
La nave, vista hacia el presbiterio y el púlpito

Tanto Pevsner como la Inglaterra histórica consideran que el interior es alto, en relación con el tamaño pequeño de la iglesia. La nave tiene arcadas en tres tramos con arcos achaflanados y capiteles; las arcadas del lado norte son de estilo inglés temprano y, que datan del siglo XIII, son las primeras partes visibles de la iglesia. La Inglaterra histórica sugiere que esta nave probablemente se agregó a una nave anterior, ahora perdida. El arco más occidental es más ancho y más corto que el resto, lo que le da lo que Trollope llamó "una apariencia muy incómoda". El arco del presbiterio sigue un estilo del siglo XIII, aunque fue construido con la obra de 1862-1863. En el interior del presbiterio, fustes con capiteles florales adornan las paredes, mientras que el suelo de baldosas y el techo pintado le dan un aspecto "rico". La nave incluye ventanas de los siglos XIX y XX de H. Hughes (1877) y Burlison and Grylls, mientras que otra (fechada en 1917) conmemora a la familia Barrett. Morris and Co. trabajaron en una ventana en el pasillo norte en 1935.
Los accesorios de la iglesia incluyen un púlpito y una sillería del coro del siglo XIX, y una pantalla de presbiterio en un estilo decorado; una fuente del siglo XIV tiene diseños de follaje en el cuenco, pero carece de base. El registro más antiguo de un órgano en San Botulfo es de 1867, cuando Bevington abrió uno para el presbiterio; desde entonces se ha trasladado a Pointon. En 1915, la iglesia pagó un órgano comprado a N. E. Snow para que Cousans lo arreglara a un costo de £ 130. El órgano actual, sin embargo, fue construido en 1929 por J. J. Binns y tiene dos manuales y una pedalera.
Algunos de los monumentos en San Botulfo's datan de los siglos XVIII y XIX, aunque una placa que conmemora a Thomas Appleby data de 1683, y Gervase Holles señaló varias otras tablillas del siglo XVII. Una tableta a Romaine Hervey (m. 1837) por J. J. Saunders está dentro de la iglesia; en otras partes de los terrenos hay lápidas pertenecientes a las familias Sharpe y Kirk y marcadores de los Shannon, incluido el artista Charles Haslewood Shannon (m. 1937), cuyo padre, el Rev. Frederick William Shannon, fue rector de Quarrington y Old Sleaford desde 1861 hasta 1910. El cementerio contiene las tumbas de guerra de la Commonwealth de cuatro soldados del ejército británico de la Primera Guerra Mundial y cuatro aviadores de la Real Fuerza Aérea de la Segunda Guerra Mundial.

## Historia

### Antecedentes, orígenes y advocación
La Abadía de Ramsey poseía una mansión en Quarrington desde alrededor de 1051 que, cuando se compiló Domesday Book, incluía dos iglesias. El anticuario James Creasey sugirió que la iglesia que faltaba era la de Todos los Santos en Old Sleaford, donde la Abadía tenía una mansión como sokeland de Quarrington, mientras que Trollope pensó que se había perdido, enterrada "probablemente en un patio de granja ahora" ocupado por la señora Cubley". En 1909, dos historiadores locales aficionados, H. Greenval y F. Cenlices, calcularon que ambas iglesias se habían perdido y se habían levantado en un terreno marcado con cruces de piedra cerca de Tellgate en la carretera Sleaford-Folkingham y en Stump Cross Hill. Pero en 1979, los historiadores locales Christine Mahany y David Roffe revaluaron la evidencia de Domesday Book y, después de analizar la estructura señorial, la evidencia documental y la historia de la advocación de Todos los Santos, concluyeron que era la segunda iglesia en la mansión de la Abadía de Quarrington., y que la otra iglesia era la de San Botulfo o una predecesora.
Henry Selvein, un caballero, ocupó Quarrington de la abadía y alrededor de 1165 se lo concedió a Haverholme Priory, quien presentó a Alexander de Brauncewell como rector en 1218. Se sabe que el priorato también presentó rectores en 1248 y 1269. El obispo de Lincoln, que había tenido una mansión en Quarrington desde Domesday Book, reclamó el derecho de presentar a su rector a principios del siglo XVI. El obispo Holbeach enajenó la mansión a la Corona en 1547, y finalmente fue comprada por el comerciante de Sleaford, Robert Carre, pero el obispo aún trató de presentar al rector; Carre protestó y la disputa se resolvió cuando el juez Edward Coke dictaminó que Carre se presentaría en el futuro.

### Construcción e historia posterior
Un delgado arco del presbiterio existió hasta mediados del siglo XIX y podría haber sido anterior a la conquista normanda de Inglaterra, pero la parte visible más antigua de la iglesia es la arcada norte del siglo XIII, que puede haber sido agregada a una nave anterior, ahora perdida. La aguja y la torre datan de mediados del siglo siguiente, aproximadamente cuando se reconstruyó la nave. Muchas de las ventanas están reticuladas de una manera popular a principios del siglo XIV. Se conocen varios legados medievales: Olivia, esposa de John Rossen de Quarrington, dejó 12 peniques al rector ya la iglesia cada uno en 1412; otra feligrés, Joan, esposa de William Ward, hizo una donación de lana por la misma época. Más tarde, un residente desconocido dejó 8 peniques a los guardianes de la iglesia.
En la segunda mitad del siglo XVI, la vida de Old Sleaford se volvió "extremadamente pobre" y su iglesia probablemente cayó en desuso. Algún tiempo después, el rector de Quarrington obtuvo una presentación a Old Sleaford, pero, al descubrir la falta de diezmos, se fue. Robert Carre lo convenció de acoger a los feligreses de Old Sleaford en Quarrington a cambio de un pago anual; a partir de 2015, las parroquias todavía se combinan. Las enmiendas a la estructura de la iglesia se hicieron a principios del período moderno, comenzando cuando el presbiterio fue reconstruido a menor escala algún tiempo después de la Reforma y se incrustó con mampostería de los siglos XII y XIII, todo descrito como " muy miserable" de Edward Trollope. Este fue reemplazado en 1812 por un presbiterio de estilo georgiano, construido bajo la dirección del rector, Charles James Blomfield. El pasillo norte se reconstruyó en 1848 y al año siguiente se agregaron un púlpito, una pantalla y bancos nuevos.

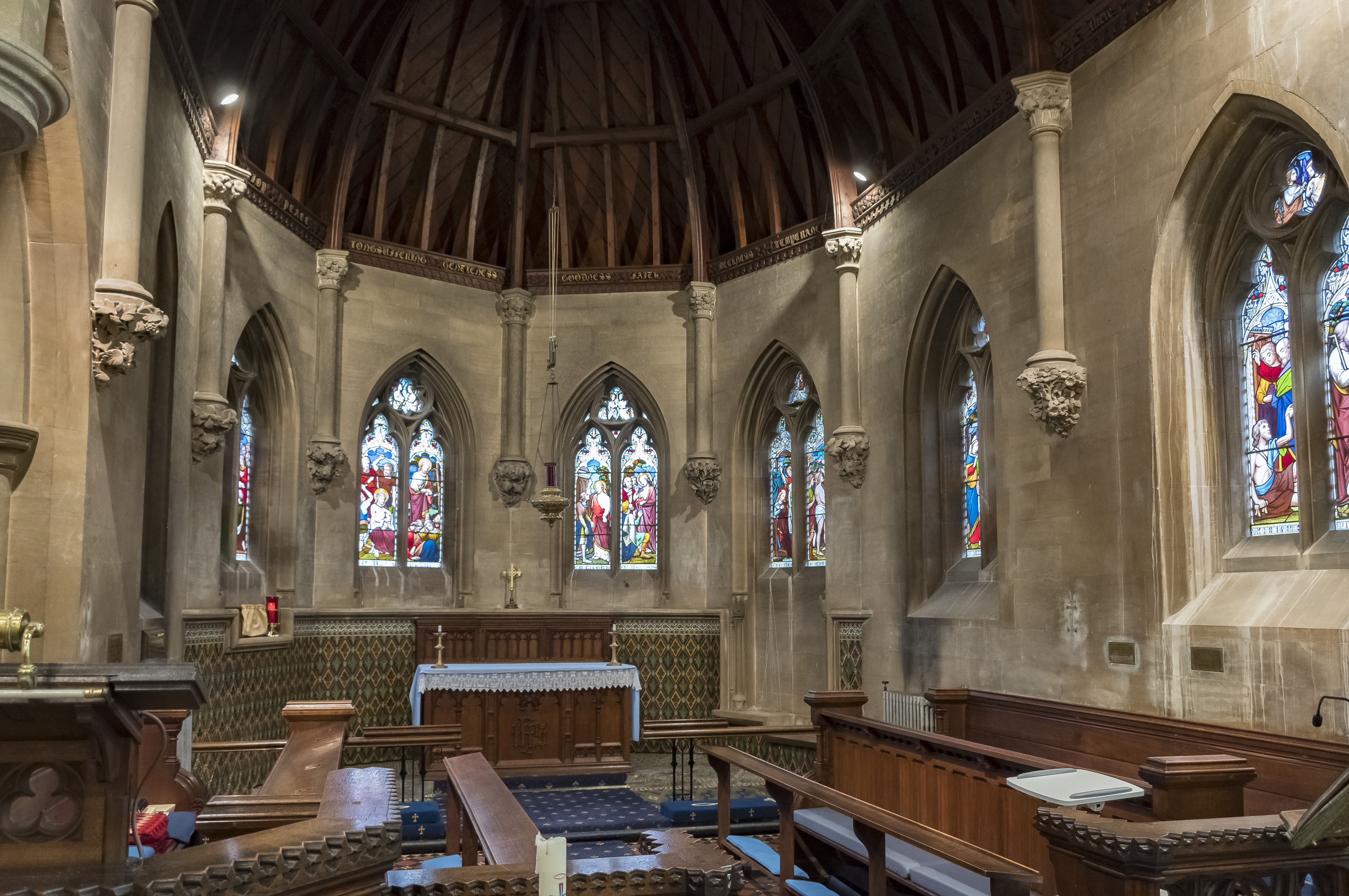
Presbiterio

El período victoriano fue testigo de extensos trabajos de restauración en Quarrington. Se modificaron la mayoría de las ventanas de la nave, y Charles Kirk reconstruyó el presbiterio y parte de la sacristía en 1862-1863, quien también amplió el arco del presbiterio. Partes de la torre y la aguja fueron remodeladas 24 años después. El Censo de Culto Religioso (1851) reveló que la Iglesia tenía cabida para 120 personas, asistencias de 20 y 40 feligreses en la mañana y tarde respectivamente, y 20 los domingos. A medida que Sleaford se expandió, se construyeron casas a lo largo de London y Station Roads, empujando a la ciudad dentro de los límites de la parroquia de Quarrington en lo que se convirtió en New Quarrington. Para hacer frente a la creciente población, se diseñó una segunda iglesia a principios del siglo XX en un terreno donado en la parroquia, que se construirá más cerca de Sleaford. La interrupción durante la Primera Guerra Mundial, los cambios en los límites de la parroquia en 1928 y el aumento de los costos retrasaron los planes. En cambio, se construyó un salón de la iglesia en 1932 en Grantham Road y, a partir de 2009, se estaba utilizando como centro comunitario. En 2001 se agregó una extensión a la Iglesia, proporcionando una cocina, un baño accesible y otras instalaciones; construido en piedra a juego, incorporó una vidriera de la nave norte.